# PCTK2
La serina / treonina-proteína quinasa PCTAIRE-2 es una enzima que en humanos está codificada por el gen PCTK2 .
La proteína codificada por este gen pertenece a la subfamilia cdc2 / cdkx de la familia de proteínas quinasas ser / thr. Tiene similitud con la proteína de rata, que se cree que juega un papel en las neuronas diferenciadas terminalmente..